# Guy Chauliac
Cet article concerne le médecin militaire et Compagnon de la Libération français. Pour le chirurgien français du XIIe siècle, voir Guy de Chauliac.
Guy Chauliac, né le 20 août 1912 à Lyon et mort le 7 mai 2005 à Paris, est un militaire français, Compagnon de la Libération. Médecin-militaire en poste en Afrique au moment du déclenchement de la Seconde Guerre mondiale, il rallie les troupes des forces françaises libres et participe avec elles aux campagnes d'Afrique, de Normandie, d'Alsace et d'Allemagne. Après la guerre, il occupe de hautes fonctions au sein du Service de santé des armées.

## Biographie

### Enfance et scolarité
Guy Chauliac nait dans le 6e arrondissement de Lyon d'un père médecin militaire. Au gré des affectations de ce dernier, le jeune Guy va passer une partie de son enfance au Maroc. Suivant les traces paternelles, il entre lui-même à l'École de santé navale et coloniale de Bordeaux de 1932 à 1936. Son doctorat obtenu, il suit les cours de l'école d'application du service de santé des troupes coloniales à Marseille avant de retourner en Afrique à Abéché au Tchad. Il est médecin-lieutenant au Régiment de tirailleurs sénégalais du Tchad au moment où la Seconde Guerre mondiale éclate.

### Campagnes d'Afrique
Au moment où le Tchad se rallie au général de Gaulle, il fait de même et intègre les forces françaises libres. Il reste affecté au Régiment de tirailleurs sénégalais du Tchad en tant que médecin en second de la base militaire de Faya-Largeau. Confronté à une épidémie de pneumonie chez les tirailleurs qu'il passe trois semaines à soigner à Zouar dans le Tibesti, il est ensuite affecté comme médecin de la 2e compagnie de découverte et de combat sous les ordres du capitaine André Geoffroy. Il prend part aux campagnes du Fezzan et de Tripolitaine en Libye, au cours desquelles il est promu médecin-capitaine en mars 1942, puis à la campagne de Tunisie,. Aux combats de Ksar Rhilane en février 1943 son camion ambulance saute sur une mine, lors des opérations du 19 au 28 avril 1943, il se distingue en soignant de nombreux blessés malgré de violents tirs d'artillerie et en étant lui-même blessé à la main par un éclat d'obus au Djebel Garci. En novembre 1943, en tant qu'adjoint de Pierre Richet, il contribue à la mise en place du 13e bataillon médical de la 2e division blindée.

### Libération de la France
Le 5 août 1944, il retrouve le sol français en débarquant à Grandcamp-Maisy et prend part à la bataille de Normandie. Puis suivant la route de la division Leclerc, il participe à la libération de Paris,. Il est ensuite nommé à la tête de la 3e compagnie médicale et s'illustre au cours de la Alsace pendant laquelle il organise efficacement des réseaux d'évacuation des blessés. Après un détour par Royan il est de la campagne d'Allemagne et participe à la prise de Berchtesgaden.

### Après-guerre
Promu médecin-commandant le 25 juin 1945, il devient directeur de l'hôpital de Monrovia au Libéria de 1946 à 1953. Il revient en France durant un an pour être le médecin-chef de la 13e demi-brigade de commandos parachutistes. Puis il est envoyé en Tunisie et en Algérie en tant que directeur du service de santé de la 13e division d'infanterie. Passé médecin-lieutenant-colonel, Guy Chauliac est admis à l'École supérieure de guerre de 1955 à 1957 puis il devient directeur du service de santé publique en Mauritanie de 1957 à 1961. Il est auditeur à l'Institut des hautes études de Défense nationale de 1960 à 1961 après avoir été promu médecin-colonel. Après avoir été médecin adjoint à la direction du service de santé des troupes à Madagascar de 1961 à 1964, il devient instructeur à l'école de guerre en 1965, puis il retourne une nouvelle fois en Afrique pour être conseiller technique au ministère de la santé publique du Gabon de 1966 à 1968. Entre-temps, il est nommé médecin-général de 2e classe. Il gagne ses étoiles de médecin-général de 1re classe en 1969 alors qu'il est directeur du service de santé de la 7e région militaire. Il exerce pendant deux ans les fonctions d'inspecteur du service de santé de l'armée de terre avant de prendre sa retraite des services actifs en août 1974. Figurant parmi les plus anciens et les plus gradés des Compagnons de la Libération, il entre au conseil de l'ordre en 1997. Il meurt le 7 mai 2005 dans le 16e arrondissement de Paris à l'âge de 92 ans, et est inhumé à Herbeville.

### Ouvrages
- Guy Chauliac, Guy de Chauliac «fondateur de la chirurgie didactique»... (thèse d'exercice en médecine), Bordeaux, Delmas, 1936, 63 p. (BNF 36065182).
- Guy Chauliac, Le Service de santé de la France libre de 1940 à 1943, Paris, G. Chauliac, 1994, 241 p. (ISBN 2-9508430-0-X).

## Décorations
|  |  |  |
|  |  |  |
|  |  |  |
|  |  |  |
|  |  |  |

| Grand Officier de la Légion d'Honneur                                | Grand Officier de la Légion d'Honneur                                | Compagnon de la Libération                                                  | Compagnon de la Libération                                                  | Grand Croix de l'Ordre National du Mérite                                    | Grand Croix de l'Ordre National du Mérite                                    |
| Croix de Guerre 1939-1945                                            | Croix de Guerre 1939-1945                                            | Médaille de la Résistance française                                         | Médaille de la Résistance française                                         | Médaille coloniale Avec agrafes "Fezzan", "Fezzan-Tripolitaine" et "Tunisie" | Médaille coloniale Avec agrafes "Fezzan", "Fezzan-Tripolitaine" et "Tunisie" |
| Médaille commémorative des services volontaires dans la France libre | Médaille commémorative des services volontaires dans la France libre | Médaille commémorative des opérations de sécurité et de maintien de l'ordre | Médaille commémorative des opérations de sécurité et de maintien de l'ordre | Médaille d'honneur du service de santé des armées Echelon Vermeil            | Médaille d'honneur du service de santé des armées Echelon Vermeil            |
| Officier de l'Ordre de l'Étoile Noire                                | Officier de l'Ordre de l'Étoile Noire                                | Commandeur de l'Ordre de l'Étoile d'Anjouan                                 | Commandeur de l'Ordre de l'Étoile d'Anjouan                                 | Officier de l'Ordre du Nicham El Anouar                                      | Officier de l'Ordre du Nicham El Anouar                                      |
| Médaille d'Argent de la Croix Rouge                                  | Médaille d'Argent de la Croix Rouge                                  | Officier de l'Ordre National (Madagascar)                                   | Officier de l'Ordre National (Madagascar)                                   | Officier de l'African Star (Liberia)                                         | Officier de l'African Star (Liberia)                                         |

## Hommage
L'école élémentaire de la rue Chernoviz a pris le nom de Guy Chauliac en 2023, conformément à la demande du conseil d'arrondissement du 16e arrondissement de Paris.